# NGC 6990
NGC 6990 este o galaxie situată în constelația Indianul. A fost descoperită în 9 iulie 1834 de către John Herschel.